# Ernst Hinterseer
Ernst Hinterseer (n. 28 februarie 1932, Kitzbühel, Tirol, Austria) este un schior alpin ce a reprezentat Austria, medaliat olimpic. A participat la 2 ediții ale Jocurilor Olimpice (1956, 1960) în care a câștigat o medalie de aur și o medalie de bronz.